# Lotus Esprit Turbo Challenge
Pour les articles homonymes, voir Lotus.
Lotus Esprit Turbo Challenge est une série de jeux vidéo de course automobile développée par Magnetic Fields et éditée par Gremlin Graphics à partir de 1990. Créée par Shaun Southern et Andrew Morris, cette série de jeux de courses typés arcade était l'une des plus populaires du genre sur Amiga et Atari ST. Elle comprend trois épisodes, dont certains ont été adaptés sur micro-ordinateurs 8 bits, DOS et Mega Drive. La série était licenciée par le constructeur britannique Lotus Cars.

## Histoire de la série

### Concept
Lotus Esprit Turbo Challenge et ses suites sont des jeux de course en 2D en vue arrière. Aux commandes d'une voiture de sport, le joueur participe à des championnats sur circuits ou à des courses en contre-la-montre sur des tronçons autoroutiers. Le jeu offre une prise en main immédiate, de bonnes sensations de vitesse et un challenge progressivement relevé. Le design des pistes est constitué d'enchaînements de courbes rapides, avec un relief marqué et divers obstacles sur la chaussée. Une autre caractéristique de la série est la présence d'un mode deux joueurs en écran splité.

### Développement
La série a été développée par Magnetic Fields, un studio britannique fondé en 1982, connu sous le nom de M. Chip Software jusqu'en 1988. Le programmeur Shaun Southern et le graphiste Andrew Morris étaient déjà à l'origine de quelques hits sur Commodore 64 comme Kikstart (1985) et Trailblazer (1986). En matière de jeux de courses, les développeurs n'en étaient pas à leur premier coup d'essai, mais le seul à s'être distingué jusque-là était Super Cars (1990), un jeu en vue de dessus à scrolling.
Avec sa vue arrière en « fausse 3D », Lotus Esprit Turbo Challenge s'inscrit lui dans la continuité des jeux d'arcade Out Run (1986) et Final Lap (1987). À ce type de représentation gourmand en ressources s'ajoutait la contrainte d'un mode deux joueurs en écran splité, une fonctionnalité encore rarement implémentée dans les jeux de courses de l'époque. Le développement du jeu a été basé sur la version Amiga.
Outre les deux créateurs principaux, Peter Liggett a participé à la conception des pistes du 2e et 3e épisodes. Pour la partie sonore, le programmeur Shaun Southern s'est occupé des musiques du 1er épisode, Barry Leitch a composé les musiques de jeu du deuxième épisode, et Patrick Phelan, celles du 3e. Certains thèmes de la série sont disponibles dans les compilations musicales Immortal 2 et 3.

### Exploitation

#### Un jeu de course à licence
Le licensing entre un constructeur automobile et un éditeur de jeux vidéo était en 1990 une démarche peu courante. Si les éditeurs avaient intérêt à bénéficier de l'image de véhicules de renom dans leurs jeux, les constructeurs étaient semble-t-il encore désintéressés, voir réticents, à l'idée de tels partenariats. Petit constructeur britannique à la renommée internationale, Lotus Cars a franchi le pas en s'associant avec Gremlin Graphics.
Le logo de la marque, le nom et l'image de la Lotus Esprit SE, un modèle qui avait été lancé quelques mois plus tôt, sont déclinés sur les boîtes de jeu, le générique d'introduction et dans les publicités médias. Durant les phases de jeu, les sprites représentant le véhicule sont suffisamment détaillés pour être assimilé à la véritable voiture de sport. Les tests du jeu dans les magazines spécialisés feront aussi indirectement la promotion du modèle en proposant des photos réelles ou des descriptions techniques du véhicule.

#### Accueil
La presse spécialisée a très bien accueilli la sortie de Lotus Esprit Turbo Challenge. Le jeu fut considéré comme l'un des meilleurs du genre, sinon le meilleur, sur les systèmes familiaux. Il fut apprécié pour sa jouabilité précise, son animation rapide et fluide, ses graphismes colorés et son mode deux joueurs. Le design des tracés, avec ses enchaînements de virages rapides et ses dénivelés marqués, fut également salué.
Le jeu de Magnetic Fields a reçu divers récompenses, comme le Tilt d'or Canal+ du « meilleur jeu de course arcade » et le 4 d'Or Fnac Génération 4 du « meilleur jeu de course » de l'année 1990, préféré à des titres tels que Super Monaco GP (version Mega Drive) ou Indianapolis 500: The Simulation.
Lotus Turbo Challenge 2, sorti fin 1991, fut considéré plus abouti que l'épisode original : des environnements plus variés et une réalisation à la qualité rehaussée rendait l'expérience de jeu plus intense encore. Le magazine français Génération 4 (94%) conclut : « Incroyable et génial ! D'un tout autre style que Vroom, Lotus 2 passionnera tous les fous de l'arcade pure et dure. ».
Lotus III: The Ultimate Challenge, sorti fin 1992, reçut un accueil positif mais cependant moins enthousiaste que ses prédécesseurs. Le jeu se contentait surtout de compiler les modes de jeu des précédents volets sans vraiment innover et la concurrence présentait désormais des qualités très similaires, souvent inspirées de la série elle-même, comme avec Jaguar XJ220.

#### Un succès commercial
Avec Lotus Esprit Turbo Challenge, Magnetic Fields et Gremlin Graphics obtenaient leur plus gros succès critique et commerciale de leur histoire. Outre les deux nouveaux épisodes sur Amiga et Atari ST, l'éditeur a surfé sur ce succès en déclinant le jeu sur divers plates-formes.
Le premier épisode fut porté sur micro-ordinateurs Amstrad CPC, Commodore 64 et ZX Spectrum, le second sur la console Mega Drive et le troisième, à la fois sur Mega Drive et DOS. L'appellation de ces adaptations diffère des originaux, ce qui peut prêter à confusion. Gremlin Graphics a également développé en interne une déclinaison de Lotus II pour la console Super Nintendo, mais dépourvue de la licence Lotus : Top Gear (1992) a connu un certain succès et a donné naissance à une longue franchise.
Après deux derniers jeux originaux sur Amiga, Crystal Dragon et Kid Chaos (1994), Magnetic Fields et ses deux créateurs ont migré vers le marché du compatible PC pour y développer la série Rally Championship (1996-1999).

## Les jeux

### Lotus Esprit Turbo Challenge
Lotus Turbo Esprit Challenge comprend 32 circuits répartis sur trois championnats à la difficulté progressive (7, 10 et 15 courses). Le joueur est opposé à 19 concurrents aux noms évocateurs, parodiant les champions de Formule 1 de l'époque (Alain Phosphate, Crashhard Banger, Nijel Mainsail, Ayrton Sendup, etc), et doit terminer dans les 10 premiers sous peine d'être éliminé de la compétition. Dans le mode deux joueurs, la présence d'un des joueurs dans le top 10 qualifie automatiquement le deuxième, ce qui sous-tend une forme de solidarité entre les deux joueurs.
Malgré une conduite typée arcade, l'utilisation du frein devient progressivement indispensable. Des pièges et des obstacles apparaissent au fil des courses sur la chaussée (rétrécissements, flaques d'eau, huile, roches, etc.), modifiant les trajectoires naturelles et appelant un pilotage plus technique. Le jeu ne propose pas de gestion des dégâts, mais les chocs avec les concurrents ou les éléments du décor sont très pénalisants en temps. Les adversaires se distinguent par leur manie à « fermer la porte », ce qui a généralement été perçu comme frustrant par les joueurs, même si cela apporte une profondeur au pilotage. Le joueur doit aussi s'arrêter au stand pour se ravitailler en essence.
Dans ce 1er volet, la fenêtre de jeu est toujours scindée en deux, même en mode solo. Le jeu reste a contrario fluide en dépit de la vitesse d'animation importante et du nombre parfois élevé de concurrents affichés simultanément à l'écran. À l'exception des courses de nuit, les environnements de jeu sont encore peu variés et l'inertie du véhicule ne varie pas en fonction des surfaces (asphalte, neige ou sable).
Commercialisés au début de l'année 1991, les portages sur Amstrad CPC, Commodore 64 et ZX Spectrum sont considérés de bonne facture,.
- Revue de presse

ACE 875/1000 • Amiga Format 89% • C+VG 94% • CU Amiga 87% • Génération 4 95% • Joystick 93% • Tilt 17/20 • Zzap! 90%

### Lotus Turbo Challenge 2
Lotus Turbo Challenge 2 abandonne le système de courses à championnat pour des courses à checkpoint. C'est également le premier jeu de la série à sortir sur console, la Mega Drive, sous le nom de Lotus Turbo Challenge (sorti fin 1992). L'objectif n'est plus d'être devant les adversaires, les courses se déroulent en contre-la-montre, le joueur devant atteindre les checkpoints pour gagner du temps en plus. Ce système de jeu se rapproche d'autres jeux de course de type arcade de l'époque comme Out Run. Il n'y a plus non plus de ravitaillements en carburant. Cependant, certaines caractéristiques du premier Lotus ont été conservées, comme les différents paysages, les panneaux et les obstacles. En plus de l'Esprit Turbo SE, Lotus Turbo Challenge 2 permet au joueur de conduire une Lotus Elan M100 ; c'est la raison pour laquelle le mot « Esprit » n'apparaît plus dans le nom du jeu. Le joueur peut changer de voiture entre deux circuits.
En mode solo, le jeu couvre tout l'écran et non plus seulement la moitié supérieure. Les graphismes sont plus colorés que dans le premier épisode, les voitures adverses sont désormais de différentes couleurs. La sélection de musique de fond n'existe plus : pendant la course, on n'entend que les bruitages. La musique de début de Lotus 2 composée par Barry Leitch est un classique souvent diffusé sur les webradios spécialisées en musiques de jeux rétros. Cette musique inclut une voix vers la 12e seconde qui dit « You will not copy this game » ( « Vous ne copierez pas ce jeu »).
Les versions Atari ST et Amiga permettent de relier deux ordinateurs via le port série à l'aide d'un câble null-modem, chaque ordinateur (deux Amiga, deux Atari ST, ou même un Atari ST et un Amiga) doit contenir une disquette du jeu. Cette configuration permet de jouer jusqu'à 4 joueurs en demi-écran, ou de jouer à deux joueurs en plein écran.
Comme le premier Lotus, le jeu a d'abord été développé sur Amiga. Il a été porté sur Atari ST et Mega Drive. Cette dernière n'a pas la fluidité de la version originale. Chaque version présente un mini-jeu caché : Dux sur Amiga et ST, et Pod sur Mega Drive,, un clone de Centipede. Il y a un passage humoristique dans le niveau 6 : si le joueur parvient à passer sous un des semi-remorques qui traversent l'autoroute, une voix fait « Yeehaa ! ». Dans la version Mega Drive, cette voix existe mais elle nargue le joueur.

### Lotus III: The Ultimate Challenge
Lotus III, le troisième et dernier épisode de la série, combine le gameplay des deux premiers épisodes, et propose à la fois des courses « classiques » sur circuit (comme dans le premier Lotus) et des courses « à checkpoint » en contre-la-montre (comme dans Lotus 2). Il réintroduit le mode 2 joueurs et la possibilité de choisir une musique pendant la course, cette fois en donnant le choix pour chaque circuit et non pas pour toute la course. Lotus III ajoute une troisième voiture jouable, un concept car Lotus M200. Les graphismes de Lotus III sont très similaires à ceux de Lotus 2, mais le jeu ajoute de nouveaux éléments graphiques, en particulier des paysages nouveaux.
La version Mega Drive est connue sous le nom de Lotus II: R.E.C.S. (d'après le système de création de niveau), tandis que la version MS-DOS s'appelle simplement Lotus: The Ultimate Challenge, vu qu'il s'agit du seul jeu Lotus sur cette plateforme. Dans cette dernière, la Lotus Esprit Turbo SE est remplacée par une Lotus Esprit S4. À part cette légère différence, le contenu est identique aux autres versions. Ces deux versions sont sorties en 1993. La version DOS a connu une deuxième sortie en 1996, cette fois sur CD-ROM.
La bande-son du jeu, créée par Patrick Phelan, a fait l'objet de nombreux remix.
Lotus III n'a pas été aussi bien accueilli que Lotus 2, à cause de sa vitesse plus lente (sur ce jeu, c'est cette fois la version Mega Drive qui est la plus rapide) et de l'absence de nouveaux éléments significatifs à part le R.E.C.S.. Beaucoup de joueurs ont trouvé les courses contre-la-montre de cet épisode ennuyeuses.

#### R.E.C.S.
La grande innovation de Lotus III est le R.E.C.S. (Racing Environment Construction Set), un mode permettant de créer son propre circuit. Le joueur définit plusieurs paramètres, comme le nombre et la difficulté des virages et des dénivelés, les obstacles, le type de paysage et le niveau des adversaires. Le circuit ainsi créé peut être joué à un ou deux joueurs. Il peut aussi être sauvegardé sous la forme d'un code de lettres et de chiffres pour être réutilisé plus tard ; il est également possible de combiner jusqu'à neuf circuits personnalisés et de les jouer dans l'ordre qu'on veut pour créer sa propre course.
Le système R.E.C.S. permet de créer un circuit personnalisé rapidement sans utiliser un éditeur de niveau complexe. L'inconvénient est que le joueur n'a qu'un contrôle limité, et ne peut pas, par exemple, placer les virages ou les obstacles à un point spécifique du circuit. Un éditeur de circuits similaires est inclus dans un autre jeu de Magnetic Fields, Rally Championship.

### Lotus Trilogy
Commercialisé en 1994 sur Amiga et Amiga CD32, Lotus Trilogy est une compilation regroupant les trois épisodes de la série.